# Adalberto Piotto
Adalberto Flaviano Piotto (Rio das Pedras, 1972) é um jornalista e documentarista brasileiro. Foi âncora das rádios CBN e Jovem Pan, em São Paulo. Atualmente está na rádio e TV Jovem Pan News onde comanda os programas Prós e Contras e Direto ao Ponto. Em 2013 lançou o filme-documentário Orgulho de Ser Brasileiro, que ele mesmo dirigiu e produziu.

## Biografia
Descendente de italianos, Adalberto Piotto formou-se em jornalismo pela Universidade Metodista de Piracicaba e possui especialização em Economia pela Fundação Instituto de Pesquisas Econômicas (FIPE-USP). Na Inglaterra, foi aluno do St. Giles College de Londres e da Leeds Metropolitan University, no norte da Inglaterra.
A carreira de Adalberto Piotto iniciou-se em emissoras de televisão do interior paulista, afiliadas a redes nacionais como o SBT e a TV Brasil. No final dos anos 90, mudou-se para São Paulo, onde passou a trabalhar como repórter da Rádio CBN. Em 1999 se tornou âncora da mesma rádio. Inicialmente no programa Sintonia CBN, e depois, durante mais de dez anos, no CBN Total, transmitido nas tardes de segunda a sexta-feira para todo o Brasil. Piotto desligou-se da CBN em 2011. Em 2012 produziu e dirigiu o documentário Orgulho de ser Brasileiro, lançado em 2013.
Em julho de 2014 voltou a trabalhar em Rádio, desta vez como âncora do Jornal da Manhã, na Rádio Jovem Pan de São Paulo deixando a emissora em dezembro do mesmo ano.
Em 23 de fevereiro de 2017, ele é contratado pela TV Brasil para apresentar o programa Cenário Econômico, que estreará no dia 06 de março, às 18:00, direto da sede da B3.
Em janeiro de 2022 foi contratado pela Jovem Pan News como âncora, tendo atuado no programa Prós e Contras até setembro de 2023, quando haverão remanejamentos na emissora, com a consequente extinção deste programa 

## Documentarista
Orgulho de Ser Brasileiro (2013) foi um momento de ruptura na carreira de Adalberto Piotto, quando deixou as ondas do rádio – nas quais tem longa experiência – para um trabalho mais introspectivo. O mesmo define em entrevista como uma aventura da qual não se esperava retorno financeiro, mas sim a discussão do povo brasileiro pontuada por sua identidade, origem e rumos. “O documentário discute o sentimento envolto na mais emblemática frase que se ouve no país – e que dá título ao filme – a partir de depoimentos de vários brasileiros”, define a sinopse. Nesta busca Piotto encontra com diversos nomes da sociedade brasileira: o ex-presidente Fernando Henrique Cardoso, a ex-ministra do Meio Ambiente Marina Silva, o ex-ministro da Saúde Adib Jatene, o bispo emérito de Blumenau Dom Angélico Sândalo, o filósofo Roberto Romano, a geneticista Mayana Zatz, o escritor Ferréz, o artista plástico Romero Britto, o técnico de futebol Carlos Alberto Parreira, o dramaturgo Gerald Thomas, a corretora de imóveis em Miami Yara Gouveia, o publicitário e colunista de vinhos Didú Russo, os músicos Max de Castro e Simoninha e o empresário e jornalista radicado na Flórida  Carlos Borges. Intercalando as entrevistas a cantora Badi Assad interpreta o hino nacional. Os ângulos de câmera fogem do lugar comum tendo a Fotografia Conceitual assinada pelo diretor de cinema Edu Felistoque e também por Piotto.
A produção foi para diversas instituições internacionais como a King’s College London na Inglaterra, Reino Unido, as Universidades de Harvard e Columbia dos Estados Unidos da América e o seminário Focus Brasil nas cidades de Fort Lauderdale – FL, nos EUA, em Londres, Inglaterra, na cidade Oslo, na Noruega e em Hamamatsu, no Japão. O cientista político e pesquisador de Harvard Hussein Kalout define que “o documentário explora com perspicácia as raízes idiossincráticas do vivido sentimento da identidade nacional Brasileira. Trata-se, indubitavelmente, de um verdadeiro resgate do Brasil de contrastes. É um documentário, marcante, intenso e brilhante”.
Orgulho de Ser Brasileiro “rendeu” outros frutos como os mini-documentários Pensando o Brasil, dirigidos e produzidos por Adalberto Piotto em parceria para a Federação do Comércio de Bens, Serviços e Turismo do Estado de São Paulo (Fecomercio-SP), nos quais o jornalista entrevista executivos e intelectuais brasileiros e estrangeiros abordando a burocracia da economia brasileira. Para esta produção o documentarista visitou entidades importantes para a economia americana como as já citadas universidades de Harvard (Massachusetts), Columbia (Nova York) e a American University (Distrito de Washington). O material foi produzido entre janeiro e dezembro de 2014, e o resultado foi um livro e um debate realizado ao fim do ano.